# Teilflächenspezifische Düngung

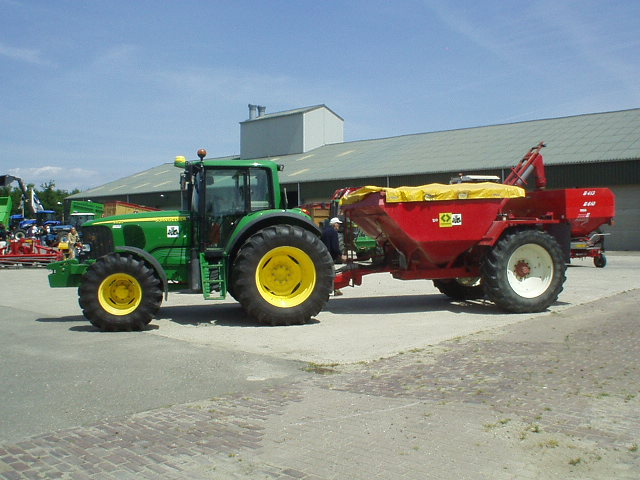
Traktor mit GPS-Antenne und Düngerstreuer

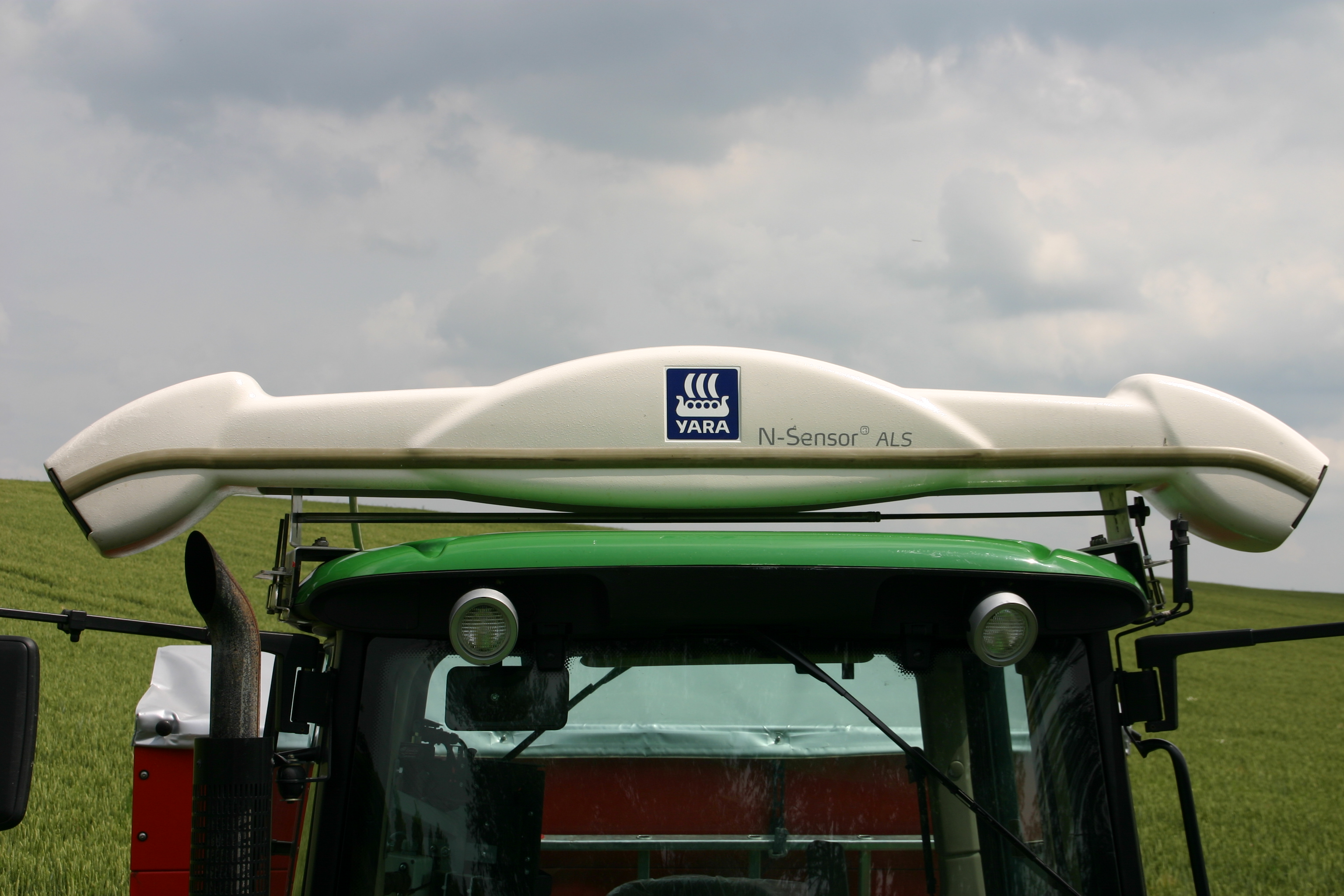
Weißer Yara N Sensor mit Blitzlampen

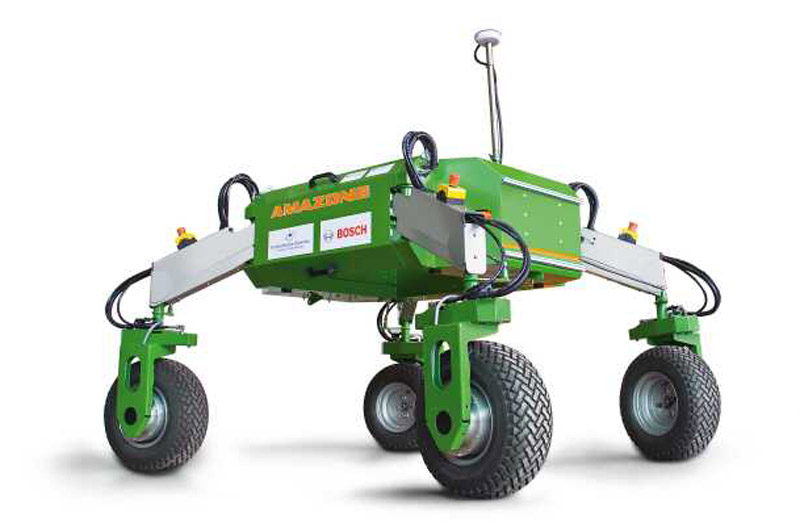
Entwicklungsprojekt von Amazonen-Werke, mit dem BoniRob soll Pflanzenbeurteilung weiter automatisiert werden

Teilflächenspezifische Düngung bezeichnet die Berücksichtigung von Wachstums- und Bodenunterschieden innerhalb eines Feldes mithilfe von Technik und ist ein wichtiger Baustein im Precision Farming. Durch den Strukturwandel in der Landwirtschaft werden die Felder immer größer. Somit wird eine Differenzierung innerhalb eines Feldes nötig.
Grundziel ist das richtige Mittel in der richtigen Menge zur richtigen Zeit am richtigen Ort zu applizieren. Das setzt eine Nährstoffgrundinventur voraus, um die vorhandene Verteilung der Nährstoffgehalte erkennen zu können.

## Grundlagen
Von der bisherigen Praxis unterscheidet sich teilflächenspezifische Düngung darin, dass gezielt Information über Bestandes- und Bodenunterschiede erzeugt und für eine Applikationsmaßnahme genutzt werden.

## Problemstellung
Durch flächeneinheitliche Düngung und gleichzeitig unterschiedlicher Entzüge der Nutzpflanzen kommt es zu einer heterogenen, unpassenden Verteilung von Nährstoffen in einem Feld.

## Online und Offline-Verfahren
Je nach Anwendungsgebiet kann in Online und Offline-Verfahren unterschieden werden. Teils werden durch Offline-Verfahren Minimal und Maximalmengen vorgegeben, wobei die Feineinstellung dann durch Online-Sensoren angesteuert wird.

### Offline-Verfahren
Für Anwendungen wie die Grundnährstoffdüngung, Aussaat, sowie Bodenbearbeitung wird auf Offlineverfahren gesetzt. Offline bedeutet hierbei, dass vor der Düngung zuerst Standortkarten erzeugt werden müssen. Das Feld wird am heimischen PC in kleine Quadrate (z. B. 20 mal 20 Meter) unterteilt. Jedem Quadrat wird dann eine Düngermenge zugewiesen. Solch eine Applikationskarte kann der Jobrechner des Düngerstreuers dann während der Fahrt abarbeiten. Der Traktor erhält seine Position dabei durch einen GPS-Empfänger.
Im Offline-Verfahren können zur Erstellung einer Ausbringungskarte vor der eigentlichen Düngung folgende Parameter und Datenquellen herangezogen werden:
- Erfahrungen des Landwirts sowie durch Monitoring
- Ertragskarten von Mähdreschern
- Bodenkarten der Reichsbodenschätzung
- Nährstoffverteilungskarten, welche durch Bodenproben erzeugt werden
- Luftbilder sowie
- Geländeformen

Eine Erfolgskontrolle erfolgt über die automatische Ertragskartierung auf Mähdreschern. Forschung wird besonders im Bereich der Automatisierung von Datenerfassung und Applikation betrieben.

### Online-Verfahren
Aufgrund der sehr großen zeitlichen und räumlichen Heterogenität haben sich bei der Stickstoffdüngung Online-Pflanzensensoren durchgesetzt. Verschiedene Hersteller haben Messgeräte entwickelt, um den Pflanzenbestand während der Fahrt mit dem Düngerstreuer zu beurteilen.

#### Einsatzgrenzen von Onlinesystemen
Kaum einsetzbar sind Onlinesensor bei allen Verfahren, bei denen eine einmalige Düngergabe erfolgt. So ist bei der Unterfußdüngung im Maisanbau keine Steuerung möglich, da die Düngergabe mit der Saat erfolgt und somit ein analysierbarer Pflanzenbestand fehlt. Das Gleiche trifft zu für Düngestrategien mit sehr früh applizierten Gaben, so z. B. bei stabilisierten Düngern oder dem Cultanverfahren. Allen Sensoren gemein ist, dass eine Mindestbestandesdichte/ -größe nötig ist um einen sauberen Messwert zu erhalten. Diese hängt wesentlich von der Messfläche, der Messgeometrie und dem Messverfahren ab.
Beispielsweise kann mit dem Cropmeter erst ab fortgeschrittenem Schossen gearbeitet werden, da ansonsten die Pflanzenhöhe zu gering für das Pendel ist. Auch alle optischen Sensoren benötigen eine Mindestbodenbedeckung, da es ansonsten zu Verfälschungen der Messwerte durch Reflexionen am nackten Boden kommt. Zumeist ist dies zum Ende der Bestockung erreicht.